# Acantholimon revolutum
Acantholimon revolutum är en triftväxtart som beskrevs av Karl Heinz Rechinger och Mogens Engell Köie. Acantholimon revolutum ingår i släktet Acantholimon och familjen triftväxter. Inga underarter finns listade i Catalogue of Life.